# 特定化学物質

GHS08,経口・吸飲による有害性

特定化学物質（とくていかがくぶっしつ、英語: specified chemical substances）は化学安全を目的とし、労働者に健康障害を発生させる（可能性が高い）物質として、労働安全衛生法施行令（令）別表第3で定められた化学物質である。労働安全衛生法（法）のもと、労働者が化学物質による健康障害を受けることを予防する目的で特定化学物質障害予防規則（特化則）が制定され様々な規制が行われている。特定化学物質はこの健康障害を発生させる（可能性が高い）物質として定められたものであり、大別すると以下となる。
- 微量の曝露でがん等の慢性・遅発性障害を引き起こす物質（第1類物質、第2類物質）
- 大量漏洩により急性障害を引き起こす物質（第3類物質、第2類物質のうち特定第2類物質）
- 原則的に製造や使用などが禁止される製造等禁止物質

全体に共通する規制として、特定化学物質を製造もしくは取り扱う作業場の床を不浸透性の材料で造ること（特化則21条）、関係者以外の立ち入りを禁止すること（特化則24条）、名称や注意事項を表示した堅固な容器・包装を用い、保管場所を特定し、空き容器の管理をすること（特化則25条）、特定化学物質作業主任者を選定して労働者の指揮や装置の点検などに当たらせること（特化則27条・28条）、などがある。
また第1類物質と第2類物質に共通する規制として、作業場での喫煙飲食の禁止（特化則38条の2）、定期的（6ヶ月以内ごとに1回）な空気中濃度の測定（特化則36条～36条の4）、休憩室を作業場以外の場所に設置（特化則37条）、洗浄洗濯設備の設置（特化則38条）が義務づけられている。
さらに第1類物質と第2類物質のうち、がん原性物質またはその疑いのある物質については特別管理物質としており、名称、注意事項などの掲示（特化則38条の3）や、空気中濃度の測定結果と労働者の作業や健康診断の記録を30年間保存すること（特化則38条の4、40条）、事業廃止の際にはこれらの書類を所轄労働基準監督署長に提出すること（特化則53条）が求められている。

## 分類の一覧
以下に記載する分類は、令和3年4月1日に施行された特定化学物質障害予防規則の改正内容を含む。

### 第1類物質
がん等の慢性・遅発性障害を引き起こす物質のうち、特に有害性が高く労働者に重度の健康障害を生じるおそれがあるもの。製造に用いる設備や作業方法に基準が定められており、あらかじめ厚生労働大臣の許可を受けなければ製造できない（法56条・令17条・特化則48条～50条の2）。製造以外の取り扱い（容器や反応槽への出し入れなど）についても、発散源を密閉するか、所定の要件を満たすドラフトチャンバーまたはプッシュプル型換気装置を設ける必要がある（特化則3条）。以下の物質を含有する製剤などのうち、含量が重量の1パーセント（表中7に掲げる物は0.5パーセント）を超えるものは同様に取り扱う。
| 令 | 物質                         | 特別管理 | 条件・特例規定                       |
| -- | ---------------------------- | -------- | ------------------------------------ |
| 1  | ジクロロベンジジン及びその塩 | 特別管理 |                                      |
| 2  | α-ナフチルアミン及びその塩   | 特別管理 |                                      |
| 3  | 塩素化ビフェニル             |          | 特化則38条の5                        |
| 4  | o-トリジン及びその塩         | 特別管理 |                                      |
| 5  | ジアニシジン及びその塩       | 特別管理 |                                      |
| 6  | ベリリウム及びその化合物     | 特別管理 | 合金については含有重量3%を超えるもの |
| 7  | ベンゾトリクロリド           | 特別管理 | 含有重量0.5%を超えるもの             |

### 第2類物質
がん等の慢性・遅発性障害を引き起こす物質のうち、第1類物質に該当しないもの。第2類物質のうち、特に漏洩に留意すべき物質を特定第2類物質、有機溶剤中毒予防規則（有機則）を準用する物質を特別有機溶剤等、尿路系器官にがん等の腫瘍を発生するおそれのある物質をオーラミン等、それ以外を管理第2類物質と区分している。
特定第2類物質もしくはオーラミン等を製造する場合には、製造設備を密閉式の構造とし、遠隔操作で（もしくは粉末を湿潤状態にして）取り扱う必要がある。また計量梱包作業など密閉や遠隔操作が著しく困難な場合には、所定の要件を満たすドラフトチャンバーまたはプッシュプル型換気装置を設ける必要がある（特化則4条）。
特定第2類物質もしくは管理第2類物質を取り扱う場合には、発散源を密閉するか、ドラフトなど所定の要件を満たす換気装置を設ける必要があるが、臨時の場合など事情によっては緩和される場合がある（特化則5条）。
特定第2類物質を製造または取り扱う設備については、第3類物質と同様の漏洩防止措置をとる必要がある（特化則13条～20条）。
特別有機溶剤等については、有機則に準じた措置が義務づけられ、作業主任者も有機溶剤作業主任者技能講習の修了者から選任するなどの違いがある。
以下の物質を含有する製剤などのうち、含量が重量の1パーセント（表中14,16,18,27,28に掲げる物は5パーセント）を超えるものは同様に取り扱う。
| 令    | 物質                                        | 区分           | 特別管理 | 条件・特例規定 |
| ----- | ------------------------------------------- | -------------- | -------- | --- |
| 1     | アクリルアミド                              | 特定           |          | |
| 2     | アクリロニトリル                            | 特定           |          | |
| 3     | アルキル水銀化合物                          | 管理           |          | メチル基・エチル基に限る |
| 3の2  | インジウム化合物                            | 管理           | 特別管理 | 特化則38条の7 |
| 3の3  | エチルベンゼン                              | 特別有機溶剤等 | 特別管理 | 塗装業務に限る |
| 4     | エチレンイミン                              | 特定           | 特別管理 | |
| 5     | エチレンオキシド                            | 特定           | 特別管理 | 特化則38条の10（滅菌作業）、特化則38条の14（燻蒸作業） |
| 6     | 塩化ビニル                                  | 特定           | 特別管理 | |
| 7     | 塩素                                        | 特定           |          | |
| 8     | オーラミン                                  | オーラミン等   | 特別管理 | |
| 8の2  | o-トルイジン                                | 特定           |          | |
| 9     | o-フタロジニトリル                          | 管理           |          | |
| 10    | カドミウム及びその化合物                    | 管理           |          | |
| 11    | クロム酸及びその塩                          | 管理           | 特別管理 | |
| 11の2 | クロロホルム                                | 特別有機溶剤等 | 特別管理 | 有機溶剤業務に限る |
| 12    | クロロメチルメチルエーテル                  | 特定           | 特別管理 | |
| 13    | 五酸化バナジウム                            | 管理           |          | |
| 13の2 | コバルト及びその無機化合物                  | 管理           | 特別管理 | 触媒として利用する場合を除く。特化則38条の11 |
| 14    | コールタール                                | 管理           | 特別管理 | 含有重量5%を超えるもの |
| 15    | 酸化プロピレン                              | 特定           | 特別管理 | 特化則2条の2、特化則38条の14（燻蒸作業） |
| 15の2 | 三酸化二アンチモン                          | 管理           | 特別管理 | 樹脂等により固形化された物を除く。特化則38条の13 |
| 16    | シアン化カリウム                            | 管理           |          | 含有重量5%を超えるもの |
| 17    | シアン化水素                                | 特定           |          | 特化則38条の14（燻蒸作業） |
| 18    | シアン化ナトリウム                          | 管理           |          | 含有重量5%を超えるもの |
| 18の2 | 四塩化炭素                                  | 特別有機溶剤等 | 特別管理 | 有機溶剤業務に限る |
| 18の3 | 1,4-ジオキサン                              | 特別有機溶剤等 | 特別管理 | 有機溶剤業務に限る |
| 18の4 | 1,2-ジクロロエタン                          | 特別有機溶剤等 | 特別管理 | 有機溶剤業務に限る |
| 19    | 3,3’-ジクロロ-4,4’-ジアミノジフエニルメタン | 特定           | 特別管理 | |
| 19の2 | 1,2-ジクロロプロパン                        | 特別有機溶剤等 | 特別管理 | 洗浄・払拭業務に限る |
| 19の3 | ジクロロメタン                              | 特別有機溶剤等 | 特別管理 | 有機溶剤業務に限る |
| 19の4 | ジメチル-2,2-ジクロロビニルホスフェート     | 特定           | 特別管理 | 成形・加工・包装業務に限る |
| 19の5 | 1,1-ジメチルヒドラジン                      | 特定           | 特別管理 | |
| 20    | 臭化メチル                                  | 特定           |          | 特化則38条の14（燻蒸作業） |
| 21    | 重クロム酸及びその塩                        | 管理           | 特別管理 | |
| 22    | 水銀及びその無機化合物                      | 管理           |          | 硫化水銀を除く |
| 22の2 | スチレン                                    | 特別有機溶剤等 | 特別管理 | 有機溶剤業務に限る |
| 22の3 | 1,1,2,2-テトラクロロエタン                  | 特別有機溶剤等 | 特別管理 | 有機溶剤業務に限る |
| 22の4 | テトラクロロエチレン                        | 特別有機溶剤等 | 特別管理 | 有機溶剤業務に限る |
| 22の5 | トリクロロエチレン                          | 特別有機溶剤等 | 特別管理 | 有機溶剤業務に限る |
| 23    | トリレンジイソシアネート                    | 特定           |          | |
| 23の2 | ナフタレン                                  | 特定           | 特別管理 | 液体状の物を除く |
| 23の3 | ニッケル化合物                              | 管理           | 特別管理 | 粉状の物に限る |
| 24    | ニッケルカルボニル                          | 特定           | 特別管理 | |
| 25    | ニトログリコール                            | 管理           |          | 特化則38条の15（ダイナマイト製造） |
| 26    | p-ジメチルアミノアゾベンゼン                | 特定           | 特別管理 | |
| 27    | p-ニトロクロロベンゼン                      | 特定           |          | 含有重量5%を超えるもの |
| 27の2 | 砒素及びその化合物                          | 管理           | 特別管理 | アルシン・砒化ガリウムを除く |
| 28    | 弗化水素                                    | 特定           |          | 含有重量5%を超えるもの |
| 29    | β-プロピオラクトン                          | 特定           | 特別管理 | |
| 30    | ベンゼン                                    | 特定           | 特別管理 | 特化則38条の16（溶剤） |
| 31    | ペンタクロロフェノール及びそのナトリウム塩  | 管理           |          | |
| 31の2 | ホルムアルデヒド                            | 特定           | 特別管理 | 特化則38条の14（燻蒸作業） |
| 32    | マゼンタ                                    | オーラミン等   | 特別管理 | |
| 33    | マンガン及びその化合物                      | 管理           |          | 従来、「塩基性酸化マンガンを除く」とされてきたが、令和3年4月の改正規則施行により当該規定が削られたため、塩基性酸化マンガンも「マンガン及びその化合物」に含まれ、規制が適用されることとなった。 |
| 33の2 | メチルイソブチルケトン                      | 特別有機溶剤等 | 特別管理 | 有機溶剤業務に限る |
| 34    | 沃化メチル                                  | 特定           |          | |
| 34の2 | 溶接ヒューム                                | 管理           |          | 特化則38条の21（金属アーク溶接等作業） |
| 34の3 | リフラクトリーセラミックファイバー          | 管理           | 特別管理 | 粉塵の発散するおそれのない場合を除く。特化則38条の20 |
| 35    | 硫化水素                                    | 特定           |          | |
| 36    | 硫酸ジメチル                                | 特定           |          | |

### 第3類物質
大量漏洩により急性中毒を引き起こす物質。第3類物質を製造または取り扱う設備においては、設備の腐食を抑え、接合部からの漏洩を防止し、バルブやスイッチなどに誤操作防止のための表示を行うなどの漏洩防止措置をとる必要がある。また漏洩事故に備え避難経路の確保、警報設備や除害に必要な設備、救護組織の確立などが求められる。とくに危険性の高い設備については、計測装置、緊急遮断装置や予備動力源の設置が求められる（特化則13条～20条、26条）。以下の物質を含有する製剤などのうち、含量が重量の1パーセント（表中6に掲げる物は5パーセント）を超えるものは同様に取り扱う。
| 令 | 物質       | 条件                   |
| -- | ---------- | ---------------------- |
| 1  | アンモニア |                        |
| 2  | 一酸化炭素 |                        |
| 3  | 塩化水素   |                        |
| 4  | 硝酸       |                        |
| 5  | 二酸化硫黄 |                        |
| 6  | フェノール | 含有重量5%を超えるもの |
| 7  | ホスゲン   |                        |
| 8  | 硫酸       |                        |